# Lucile Woodward
Lucile Woodward, née le 29 novembre 1981, est journaliste santé, professeure de fitness et une coach sportive parmi les plus populaires ; elle anime la chronique forme toutes les semaines dans l'émission Les Maternelles sur France 5.

## Jeunesse
Lucile Woodward pratique la natation depuis sa plus tendre enfance. À l’adolescence, alors qu’elle rêvait de devenir professeur de sport, elle découvre le fitness dans l’association de la ville où elle habitait, ce qui sera une révélation pour elle. Dans les années 1990, être professeur de fitness n’était pas considéré comme une belle carrière. Les parents de Lucile Woodward, n’approuvant pas sa vocation, l’ont encouragée à faire des études. Elle a donc suivi un cursus de biologie à l’université. Après l’obtention de sa licence, elle décide de s’orienter vers le journalisme scientifique. Elle démarre ensuite une carrière de journaliste médicale, où elle informait les médecins des nouvelles molécules indispensables à leur pratique. Elle travaillait notamment pour Doctissimo. 
À 24 ans, elle se lance dans une formation d’un an pour obtenir le diplôme de coach sportif contre l’avis de son entourage.

## Carrière
Coach sportif diplômée d'État (BP Jeps), formée en micro nutrition, la science de l'utilisation optimale des aliments pour aller mieux, ainsi qu’à la méthode de Gasquet, à la nutrithérapie, au Pilates et au TRX (fitness avec des sangles de suspension), Lucile Woodward combine ses deux passions, le journalisme et la remise en forme. Elle explique à ses clients comment prendre soin de leur corps sans se faire de mal.
Au moment de passer son diplôme, Lucile Woodward a proposé au site d’information médicale Doctissimo de faire des vidéos de sport et d’écrire des articles pour le sport et la remise en forme. Lors de sa première grossesse, elle leur a proposé de faire des vidéos de sport pour les femmes enceintes. Doctissimo s’étant décidé trop tard, les premières vidéos de Lucile Woodward étaient des entrainements pour récupérer un ventre plat et des abdominaux après la grossesse. Ces vidéos ayant eu du succès, Lucile Woodward crée sa chaîne YouTube en 2014. Beaucoup de gens posaient des questions en commentaire. Lucile Woodward a alors ouvert un blog pour y répondre. Puis, lorsque le blog a commencé à bien fonctionner, elle a ouvert une page Facebook pour faciliter les échanges, puis un compte Instagram suivi par 257 000 abonnés. Elle enchaîne ensuite les projets à la télévision. Outre Les Maternelles sur France 5, elle est chroniqueuse « forme et gymnastique » pour l’émission C’est au programme sur France 2 et l’Émission du Week End du samedi sur TF1. Elle est également ambassadrice fitness de Speedo. 
En 2017, elle crée sa propre méthode, Body by Lucille qu'elle propose chaque été pour garder la forme à la plage. Elle perfectionne par la suite son programme, entourée d'une équipe de nutritionnistes et de psychologues pour assurer un accompagnement complet.

## Vie privée
Maman de deux enfants, Samuel et Joanna, elle vit dans les Yvelines.